# シアターキューブリック
シアターキューブリックは、東京を中心に活動している劇団。代表は作・演出を担当する緑川憲仁。

## 概要
成城大学経済学部の同期だった緑川憲仁、漢那悦子（※2015年退団）らが中心となり2000年2月旗揚げ。100名以上の応募の中から旗揚げメンバーを選出、結成。
東京の劇場を中心にノスタルジックファンタジー作品を上演する。上演作には戦国武将・長宗我部元親を題材にした舞台作品『誰ガタメノ剣』や続編にあたる『七人みさき』、宮沢賢治をモチーフとした『葡萄酒いろのミストラル』などがある。
2010年1月に、東京都墨田区に本拠地を移転する。
特徴としては「おとなもこどもも」楽しめるエンターテインメントな演劇であることを大切にし、ポップでキャッチ―なビジュアルでありながら、その実、人の心の繊細な部分を描く作品を作っている。「演劇によるまちづくり」をコンセプトに「まちを遊園地に」「日本の未来をあたたかく」をモットーとして、演劇とまちづくりを密接に関連付けた活動も展開している。2005年より一般客とともに演劇を楽しむ参加型イベント「演劇であそぼ」を定期的に開催。2008年・2009年、銚子電鉄とコラボレートした『銚電スリーナイン』、2014年に『樽見鉄道スリーナイン』で樽見鉄道とコラボレートした。「ローカル鉄道演劇」と呼ばれる、走行中のローカル鉄道の車両を劇場として上演する公演はその後も継続して行っている。箱根海賊船を利用した船上公演
『パイレーツ・オブ・ロワイヤルⅡ』(2014年)、銭湯と墨田区の街歩きを組み合わせた『曳舟湯の怪人』(2010年)『寺島浴場の怪人』(2017年)、商店街回遊型演劇『11月のレインリリー』(2016年)など、劇場にとどまらない演劇公演も行っている。
2011年8月から12月には、作・演出の緑川憲仁が岐阜県関ケ原町において、町行政によるまちおこし事業「関ケ原東西武将隊」の総合演出を務めた。また、2011年より地域密着型アイドルグループ「帰ってきたキューピッドガールズ」を劇団女性メンバー中心に結成し、活動地盤である東京都墨田区京島の「下町人情キラキラ橘商店街」を拠点として商店街の活性化に取り組んでいる。2020年に結成20年を迎え、初の外部作品である田嶋ミラノの『幸せな孤独な薔薇』を上演する予定であったが、新型コロナウイルスの影響により2021年5月に延期となった。

## 在籍メンバー
- 緑川憲仁 - 2000年旗揚げ創設者。主宰／劇作家・演出家。日本演出者会所属。
- 千田剛士 - 2000年入団。以降、2020年迄の全作品に出演。インプロ講師。都立高校演劇部講師（2016年～）
- 奥山静香 - 2000年入団。2004年～育児休暇に入るが2010年の『誰ガタメノ剣』、2016年『11月のレインリリー』、2018年『銚電スリーナイン～Return to the Roots～』に出演。2020年『幸せな孤独な薔薇』から復帰。劇団の女性メンバーで結成された「帰ってきたキューピッドガールズ」のリーダー・オクヤマ化粧品店。『パンダ舎』として舞台衣裳を手掛ける。都立高校演劇部講師（2016年～）
- 伊藤十楽成 - 2000年入団。2017年敷名めぐみとの婚姻を発表、現在活動休止中。
- 片山耀将 - 2002年入団。俳優・振り付け師・ダンサー。以降、2020年までの全作品に出演。2018年よりダンスユニット「スペシャルズ」を手掛ける。
- 市場法子 - 2004年入団。「帰ってきたキューピッドガールズ」メンバー・アイス市場。2017年秋以降演劇公演は育児休暇中。
- 敷名めぐみ - 2010年入団。「帰ってきたキューピッドガールズ」メンバー・和菓子のもくだ堂。イラストやグッズデザイナーも手がける。伊藤十楽成との婚姻を発表、2017年現在育児休暇中。
- 河野結 - 2013年入団。「帰ってきたキューピッドガールズ」メンバー・河野クリーニング。
- 榎本悟 - 2014年入団。

## 上演履歴
オープニング公演『B r i g h t』 2000/10/4(水)～8(日) シアターＶアカサカ
Ver.2『フェイス・ザ・ラビリンス』2001/3/15(木)～20(月) シアターＶアカサカ
Ver.3『オシャマンベ』2001/8/1(水)～7(火) 新宿シアターモリエール
Ver.4『おとうさんのいちばん長いクリスマス』2001/12/5(水)～9(日) 新宿シアターサンモール
Ver.5『葡萄酒いろのミストラル』2002/4/24(水)～29(月) 新宿シアターサンモール
Ver.6『君のヒトミに恋してる』2002/10/2(水)～6(日) 新宿シアターサンモール
Ver.7『宇宙をskip する時間』『風ときどきポルネ』2003/2/27(木)～3/6(木) 新宿シアターモリエール
Ver.8『さよなら夏のリセ』2003/7/30(水)～8/3(日) 新宿シアターモリエール
Ver.9『サンタクロース・ドットコム！』2003/12/23(火)～30(火) 新宿シアターモリエール
Ver.10『葡萄酒いろのミストラル』（再演）2004/5/21(金)～24(月) 新宿シアターサンモール
Ver.11『エノデン・スリーナイン』2004/8/20(金)～22(日) 劇場MOMO
Ver.12『プルシアンブルーの瞳』2005/1/7(金)～10(月) 新宿シアターモリエール
Ver.13『タンデム』2005/9/30(金)～10/3(月) 池袋シアターグリーン
イベント・演劇であそぼ第一回（以降隔月1回開催）2005/10/2(日)～ 池袋シアターグリーン
Ver.14『フェイス・ザ・ラビリンス』（再演）2006/7/13(木)～17(月) 池袋シアターグリーン
Ver.15『レグルスのガラスの翼』2007/8/8(水)～12(日) 恵比寿エコー劇場
Ver.16『誰ガタメノ剣』2008/2/7(木)～11(月) 中野･ザ･ポケット
Ver.17『銚電スリーナイン』2008/6/21・28・7/5・12・19(土) 追加公演9/6(土)･9/7(日) 銚子電鉄 特別車両内および終着駅のまち
『誰ガタメノ剣』スピンオフ ゲリラ野外公演 2008/11/22(土)・23(日) 高知県岡豊城跡
Ver.18『ベイクド・マンション』2009/4/29(水)～5/3(日) シアターサンモール
Ver.19『銚電スリーナイン~さようなら、イワシ号』2009/9/12(土)・13(日)・19(土)・20(日)・21(月･祝) 銚子電鉄 特別車両内および終着駅のまち
Ver.20『誰ガタメノ剣』（再演）2010/1/20(水)～24(日) 紀伊國屋サザンシアター
『誰ガタメノ剣』スピンオフ ゲリラ野外公演2010/5/22(日) 高知県岡豊城跡
Ver.21『曳舟湯の怪人』2010/6/26(土)～7/18(日) 墨田区京島・曳舟湯
イベント・「長宗我部学校」(長宗我部ターミナルサイト主催)2010/7/20(月･祝) 新宿芸能花伝舎
『宇喜多秀家物語』 山陽新聞社桃太郎祭内 2010/10/10(土･祝) 岡山城天守閣前広場
『元気商店街!1!2!3!4!すみだ!』墨田区商店街連合会イベント内公演2011/1/6(木) 曳舟文化センター
『誰ガタメノ剣』スピンオフ ゲリラ野外公演 高知県立歴史民俗資料館岡豊城落成記念内 2011/3/5(土) 高知県岡豊城跡
Ver.22『誰ガタメノ剣～長宗我部元親伝～』2011/5/20(金)～22(日)[高知] 高知県立美術館ホール2011/5/25(水)・26(木)[東京] 紀伊國屋サザンシアター
『島津の疾風』関ケ原合戦祭り2011 特別公演 2011/10/15(土) 関ケ原ふれあいセンター大ホール(岐阜県)
Ver.23『葡萄酒いろのミストラル』（再々演）2012/5/23(水)～27(日) 中野･ザ･ポケット
Ver.24『Fire＆Fight, SUMIDAAA！』2012/10/28(日)〜11/4日(日) すみだパークスタジオ 倉
『四百年の襷』岐阜県関ケ原町後援 観光PR武将隊 関ケ原東西武将隊公演 2012/12/1(土)・2(日) 関ケ原ふれあいセンター大ホール
Ver.25、26『宇宙をskipする時間』『てのひらに眠るプラネタリウム』2013/02/8(金)～17(日) 中野･ザ･ポケット
Ver.27『島津の疾風』2013/10/19.20(ワークインプログレス) すみだパークスタジオ 倉 2013/10/26(土) 伊集院文化会館大ホール
JTB×箱根海賊船×シアターキューブリック 富士山世界遺産登録記念イベント 船上公演
『パイレーツ・オブ・ロワイヤルⅡ』2014/3/23(日) 箱根海賊船
Ver.28『七人みさき』2014/5/21(水)～25(日) あうるすぽっと
Ver.29『樽見鉄道スリーナイン』2014/7/18(金)～21(月･祝) 岐阜県樽見鉄道 特別ダイヤ車両内 終点樽見のまち
Ver.30『サンタクロース・ドットコム！』2014/12/19(金)～28(日) 中野テアトルBONBON
シアターキューブリック結成15周年記念ローカル鉄道演劇二本立て公演第一弾『ことでんスリーナイン』2015/9/19(土)～23(水･祝) 香川県ことでん車内 滝宮のまち
シアターキューブリック結成15周年記念ローカル鉄道演劇二本立て公演第二弾『ひたちなか海浜鉄道スリーナイン』2015/11/7(土)・8(日)・14(土)・15(日) 茨城県ひたちなか海浜鉄道車内 終点阿字ヶ浦のまち
シアターキューブリック ローカル鉄道演劇アンコール公演『ひたちなか海浜鉄道スリーナイン-spring version-』2016/3/26(土)・27(日)・4/2(土)・3(日) 茨城県ひたちなか海浜鉄道車内 終点阿字ヶ浦のまち
すみだのまち劇場化プロジェクト2016 シアターキューブリックpresents『キラキラ橘ドラ街ック商店街！』Ver.31 商店街回遊型演劇 『11月のレインリリー』 2016/11/12(土)・13(日) 東京都墨田区 下町人情キラキラ橘商店街
隅田川森羅万象墨に夢プロジェクト『北斎の引っ越しと北斎雅の世界』2016/9/25(日)・10/8(土) 東京都墨田区
シアターキューブリック湯らめき銭湯シアターvol.2『寺島浴場の怪人』2017/9/30(土)～10/11(水) 東京都墨田区 寺島浴場内
すみだのまち劇場化プロジェクト2017 シアターキューブリックpresents『キラキラ橘☆SHOW店街でショー！』2017/11/11(土)・12(日) 東京都墨田区 下町人情キラキラ橘商店街
すみだのまち劇場化プロジェクト2018 シアターキューブリックpresents『キラキラ橘 笑店街でござる！』2018/6/2(土)・3(日) 東京都墨田区 下町人情キラキラ橘商店街
シアターキューブリック ローカル鉄道演劇ver.7『銚電スリーナイン～Return to the Roots～』2018/7/14(土)・15(日)・16(月・祝)・22(日)・28(土)・29(日) 銚子電鉄車内 終点外川のまち
Ver.32 シアターキューブリック 2018 クリスマス公演『十二階のカムパネルラ』2018/11/21(水)～25(日) 浅草九劇
すみだのまち劇場化プロジェクト2019シアターキューブリックpresents『キラキラ橘★笑店街でショー！』2019/11/9(土)・10(日) 東京都墨田区 下町人情キラキラ橘商店街
Ver.33 シアターキューブリック結成20周年記念公演第一弾『幸せな孤独な薔薇』2020/4/9(木)～15(水) 浅草九劇